# 관북 지방
관북 지방(關北地方)은 현재의 함경남도, 함경북도, 량강도, 라선특별시 일대를 가리키는 한국의 지역 구분 용어이다. 관북이란 철령관(鐵嶺關)의 북쪽 지방, 즉 함경도 일대를 이르는 말이다. 경우에 따라 마천령을 기준으로 북쪽 지방(함경북도 일대)을 관북으로, 마천령 남쪽 지방(함경남도 일대)을 관남으로 구분하기도 한다.

## 지리
면적은 37,043km2로, 한반도의 약 1/5을 차지한다. 기후는 몹시 추운 냉대 기후를 보이는 곳이다. 함경도는 철령(鐵嶺)의 북쪽을 점하는 지역으로, 서쪽은 평안도(平安道)와, 남쪽은 강원도(江原道)와, 동쪽은 동해(東海)와, 북쪽은 중화인민공화국과 러시아 연방과 접해 있다.
- 산 : 백두산, 관모봉, 고대산, 유현덕산, 칠보산
- 강 : 압록강, 두만강, 성천강
- 산맥 : 함경산맥, 부전령산맥, 랑림산맥
- 평야: 함흥평야

## 역사

### 고대
함경도 남부의 함흥평야 일대는 예부터 소국이 있었던 것으로 추측된다. 고조선 시대에는 임둔(臨屯)이라는 소국의 영역이었으며 기원전 2세기에 위만조선에게 복속되어 행정구역이 되었다. 함경도 북부 일대에서 연해주에 걸친 지역은 숙신이나 읍루의 영역이었던 것으로 추측된다. 함흥평야 및 강원도 북부 지역에는 임둔군(臨屯郡)이 설치되었으나 토착민의 반발로 공격받아 곧 사라졌다. 동부도위 폐지를 전후하여 함경도 해안평야지역에는 촌장 사회 수준의 소국들로 이루어진 옥저가 형성되어 고구려의 간접지배를 받았다.
이후 고구려가 성장하면서 옥저는 고구려에 완전히 병합되었다. 6세기에는 신라의 진흥왕이 옥저 지역을 정복하여 황초령비와 마운령비를 세웠는데, 이후에 다시 고구려가 수복한 것으로 보인다. 668년에 고구려가 멸망하자 일시적으로 무주지(無主地)가 되었으나 8세기 초에 발해가 건국되면서 함경도 일대를 영토로 삼았다. 발해의 5경 중 하나인 남경 남해부는 함경도에 위치하고 있었다.

### 고려
발해가 거란족의 침공으로 멸망한 이후에 이 지역은 일시적으로 동란국이 지배했다가, 거주민들의 반발로 요동으로 철퇴하였다. 함흥평야 일대는 고려에 소속되었으나 함경도 대부분의 지역은 여진족이 소부락을 이루어 거주하였다. 고려는 함흥평야 및 강원도 동해안 지역에 동계(東界)를 설치하였다. 여진족은 고려를 침략하여 약탈하였고, 고려는 이를 막기 위해 1107년, 윤관을 파견하여 여진족을 정벌하여 여진족들을 병합시켰고 함경도 해안 지대에 동북 9성을 개척하였다가 1109년에 철폐하였다.
1115년에 금나라가 건국되자 함경도 일대는 금나라에 속했다.1234년부터 시작된 대몽항쟁의 와중에 1258년, 조휘(趙暉)와 탁청(卓靑) 등이 철령 이북(함흥평야 일대)을 몽골에 투항하여 함경도 몽골은 함흥평야 일대에 쌍성총관부(雙城摠管府)를 설치하였다. 1356년에 공민왕이 이자춘의 도움을 받아 쌍성총관부를 탈환하고 화주목(和州牧)을 설치하였으며 함경도 남부 지역을 수복하였다. 함경도 북부 지역은 몽골이 몰락하면서 다시 여진족 부락의 산거지로 변화하였다.

### 조선
1392년에 조선이 건국된 후 1433년에 세종의 명으로 김종서가 함경도 북부 지역을 공격하여 이 지역의 여진족들을 전부 한반도 남쪽으로 끌고 가고 4군 6진을 설치하고 두만강 이남을 국경으로 확정지었다. 조선 초기에는 이 지역에 함길도(咸吉道)가 설치되었다. 1467년에 이시애의 난으로 함길도가 남·북으로 분할되고 명칭이 영안도(永安道)로 변경되기도 하였다. 1509년에 중종이 함경도로 개칭하였다.
건양 원년(建陽, 1896년)에 함경남도와 함경북도가 분리되었다. 한편, 광무 6년(1902년)에 간도관리사(間島管理使)로 이범윤을 임명하고 간도지역을 함경북도에 포함시켜, 그를 북간도 지역에 파견하여, 그로 하여금 서간도와 북간도의 한국민들을 보호하였다. 그러다가 융희 3년(1909년)에 청나라와 일본 정부 사이에 체결된 간도협약(間島協約)으로 말미암아 간도는 함경북도의 관할에서 이탈하였다.

### 현대
조선민주주의인민공화국수립 이전 소비에트 민정청기에 관북지방에 속하는 함경남도의 일부가 강원도에 편입되었다. 독립 이후에 발생한 한국전쟁이 휴전된 직후인 1954년 10월에 량강도(兩江道)가 신설되었다. 이후, 양강도는 함경남도가 관할하던, 백두산 이남 지역의 개마고원 지역을 담당하게 되었다. 이후에 함경북도는 1993년에 조선민주주의인민공화국의 자유경제구인 나진선봉시의 성립과 더불어 큰 변화를 맞이하게 된다. 1994년, 나진선봉시가 나진선봉특급시(羅先特級市)로 격상되면서 함경북도의 관리에서 이탈하게 된다.

## 문화

### 명소 · 관광 · 유적
- 백두산
- 경성읍성
- 함흥본궁
- 마운령 진흥왕 순수비, 황초령 진흥왕 순수비
- 개심사

### 방언
관북 지방에서는 동북 방언을 사용한다. 만주어나 몽골어의 흔적이 남아있으며 억센 성조가 특징이다.

### 식문화
함경도는 산악지대가 많으면서도 동해에서 난 해산물이 풍부하고, 밭농사가 발달해 잡곡류가 자주 사용된다. 함경도 명태는 전국적으로 유명하며 그 외에도 좋은 생선이 많다. 소금간은 적게 하지만 양념은 강하다.
- 함흥냉면
- 명태순대
- 가자미식해
- 초계탕

## 교통

### 항공
- 삼지연비행장 (백두산)
- 어랑비행장 (청진)
- 선덕비행장 (함흥)

### 철도
조선민주주의인민공화국 철도성에서 관할한다.
- 평라선
- 강원선
- 함북선
- 삼지연선
- 백두산청년선(혜산선)

### 주요 도시
- 함흥시 : 함경남도 도청 소재지
- 청진시 : 함경북도 도청 소재지
- 혜산시 : 량강도 도청 소재지
- 라선특별시
- 김책시(구 성진시)
- 회령시
- 단천시

## 같이 보기
- 한국의 지방 구분
- 관남 지방